# مينيهو أوزاكي
مينيهو أوزاكي هو لاعب قوى ياباني من ذوي الاحتياجات الخاصة.
تنافس مينيو في سبع دورات بارالمبية، وفاز بما مجموعه 11 ميدالية منها خمس ذهبية. كانت أولى مبارياته في عام 1984 حيث فاز بمجموعة كاملة من الميداليات، إذ حقق الذهبية في الوثب الطويل والفضية في الوثب الثلاثي والبرونزية في رمي القرص. كما ينافس في سباقات 100 متر ورمي الرمح. في عام 1988 لم يشارك في سباق 100 متر، لكنه نافس في رمي القرص، وحصل على ميدالية برونزية في الرمح وذهبية في الوثب الطويل والوثب الثلاثي. عام 1992، لم يشارك في منافسات رمي القرص، لكنه نافس في الوثب الثلاثي وفاز بالميدالية البرونزية في الرمح والذهبية الثالثة على التوالي في الوثب الطويل. لم يشارك مينيو في القفز الثلاثي في دورة الألعاب البارالمبية الصيفية لعام 1996 لكنه ركّز على الوثب الطويل ورمي الرمح، ولم تكن هذه هي المباريات الأولى التي خسرها في الوثب الطويل فحسب، لكنه تمكن فقط من احتلال المركز الخامس، لكنه فاز برمي الرمح. كما نافس في الوثب الطويل ورمي الرمح في كل من الألعاب البارالمبية الصيفية 2000 والألعاب البارالمبية الصيفية 2004، حيث فاز بالميدالية البرونزية في الرمح في كلتا المناسبتين مما يعني أنه فاز بميدالية في خمس مسابقات متتالية لرمي الرمح في أولمبياد ذوي الاحتياجات الخاصة. في دورة الألعاب البارالمبية الصيفية 2008 شارك فقط في منافسات رمي الرمح وحقق المركز السادس فحسب. 